# 小行星9133
小行星9133（9133 d'Arrest）是一颗绕太阳运转的小行星，为主小行星带小行星。该小行星于1960年9月25日发现。

## 轨道参数
小行星9133的轨道半长轴为2.6255357 UA，离心率为0.172。